# شرطة الخمیس
شرطة الخمیس، عنوان یک سازمان نظامی بود که توسط علی بن ابی طالب در عراق و اولین بار در جنگ جمل شکل گرفت.

## تاریخچه
شرطة الخمیس، عنوان یک سازمان نظامی بود که توسط علی بن ابی طالب در دوران حکمرانی خویش به عنوان خلیفه، پایه ریزی کرد. علی بن ابی طالب از این ارگان نظامی برای سازماندهی سپاه خویش نیز استفاده نمود. به گفته مرتضی عاملی، حکمای اسلامی بر اهمیت این ارگان نظامی که توسط علی بن ابی طالب ابداع شده است، تاکید داشتند. در معنای این واژه، با توجه به اولین کاربرد این ترکیب توسط علی بن ابی‌طالب، اختلافاتی گزارش شده است. برخی به تجزیه واژه پرداختند شرطه را به معنای سپاه و خمیس را به معنای پنج رکن اصلی سپاه (میمنه، میسره، قلب، ساقه و مقدمه) دانسته اند. علاوه بر اختلاف بر سر معنای لغوی واژه، بر معنای اصطلاحی آن نیز اختلاف است. علت این اختلاف، نبود گزارش‌های تاریخی از این ارگان نظامی است. و در برخی موارد که گزارش‌هایی از این سازمان به میان آمده، آن را با سپاه علی بن ابی طالب خلط کرده‌اند. با این حال، این احتمال وجود دارد که علت عدم گزارش‌های واضح از این ارگان، به جهت اهمیتش بوده باشد. برقی و هلالی، این ارگان را اینگونه تعریف کرده‌اند: «شرطه الخمیس گروهی از نیروهای خاص و ویژه علی بن ابی طالب و متمایز از سپاه عمومی ایشان بودند که به آنها فدائیان نیز گفته می‌شد» این نیروی نظامی در عراق شکل گرفتند و اولین در جنگ جمل گزارش شده اند. بر اساس روایتی، پیامبر اسلام به برخی از اصحاب خود، مژده عضویت در گروه شرطه الخمیس را داده است.

## وظایف
از جمله وظایفی که برای این گروه عنوان شده است، محافظت از جان علی بن ابی طالب، جمع آوری نیرو از اقصی نقاط منطقه، اجرای حدود و حفظ امنیت شهر بوده است. این وظایف، غیر از وظیفه اصلی همه نیروهای نظامی، یعنی جنگیدن در جبهه نبرد و صف مقدم بوده است. برخی منابع، وظایف شرطه را برای این گروه در حکومت علی بن ابی طالب ذکر کرده اند.

## ویژگی‌ها
ویژگی‌های اصلی این سازماندهی، وجود قرارداد خاص، نوآورانه بودن، انعطاف پذیری، یادگیرندگی، بصیرت بخشی گزارش شده است. بنابر آنچه از گزارش طبری برداشت می‌شود، این سازمان، با توجه به ویژگی‌های خود، اثربخشی لازم و تعجب برانگزی داشته‌اند. منابع در این خصوص از پیمانی خاص در بین اعضاء این سازمان یاد کرده‌اند. این قرارداد و پیمان، پیمانی اخروی بود که علی بن ابی طالب در قبال فدای جان خویش در اهداف گروه، بهشت برای افراد تضمین گردد. بنابر گزارشاتی، فتح و پیروزی نیز از دیگر تضمین ها مطرح شده است.

## اعضاء
در تعداد اعضاء این سازمان، اختلافاتی وجود دارد، کشی تعداد آنها را ۵ یا ۶ هزار نفر و شیخ مفید ۶۰۰۰ نفر دانسته است. ابن عساکر ۱۲۰۰۰ نفر و طبری ۴۰۰۰۰ نفر گزارش کرده اند. برخی اعضاء عبارتند از:
- جابر بن عبدالله انصاری[۴]
- میثم تمار[۵]
- اصبغ بن نباته[۶]